# Neuvicq-le-Château
 Neuvicq-le-Château  es una población y comuna francesa, situada en la región de Poitou-Charentes, departamento de Charente Marítimo, en el distrito de Saint-Jean-d'Angély y cantón de Matha.
En este  mismo departamento existe otra comuna denominada Neuvicq.

## Demografía
| 481 | 504 | 433 | 406 | 385 | 381 |
| Para los censos de 1962 a 1999 la población legal corresponde a la población sin duplicidades (Fuente: INSEE [Consultar]) |     |     |     |     |     |